# Shotcut
Shotcut是一款自由开源的跨平台影片剪輯軟體，适用于FreeBSD、Linux 、MacOS和Microsoft Windows。Shotcut由Dan Dennedy于2011年开始开发，該軟件基于Media Lovin' Toolkit，由同一作者于2004年开始开发。